# Squats en Angleterre-et-Galles

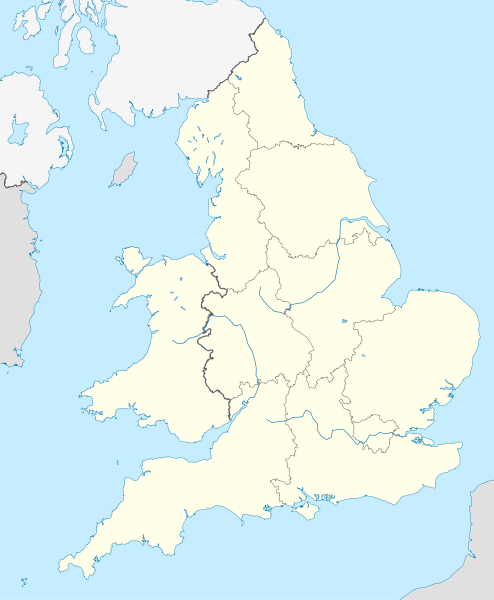
Angleterre-et-Galles (en crème).

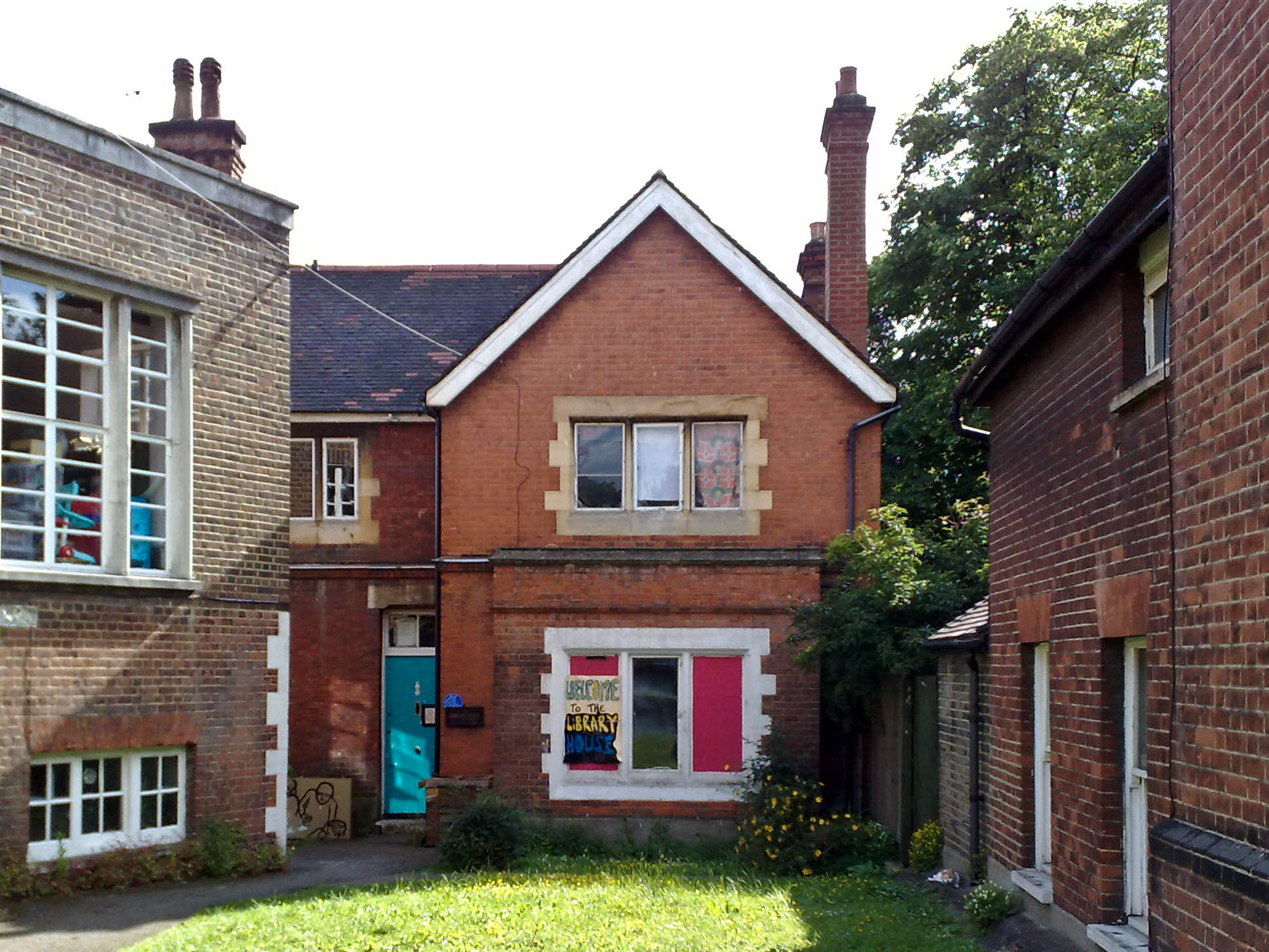
Le squat Library House à Londres, 2009.

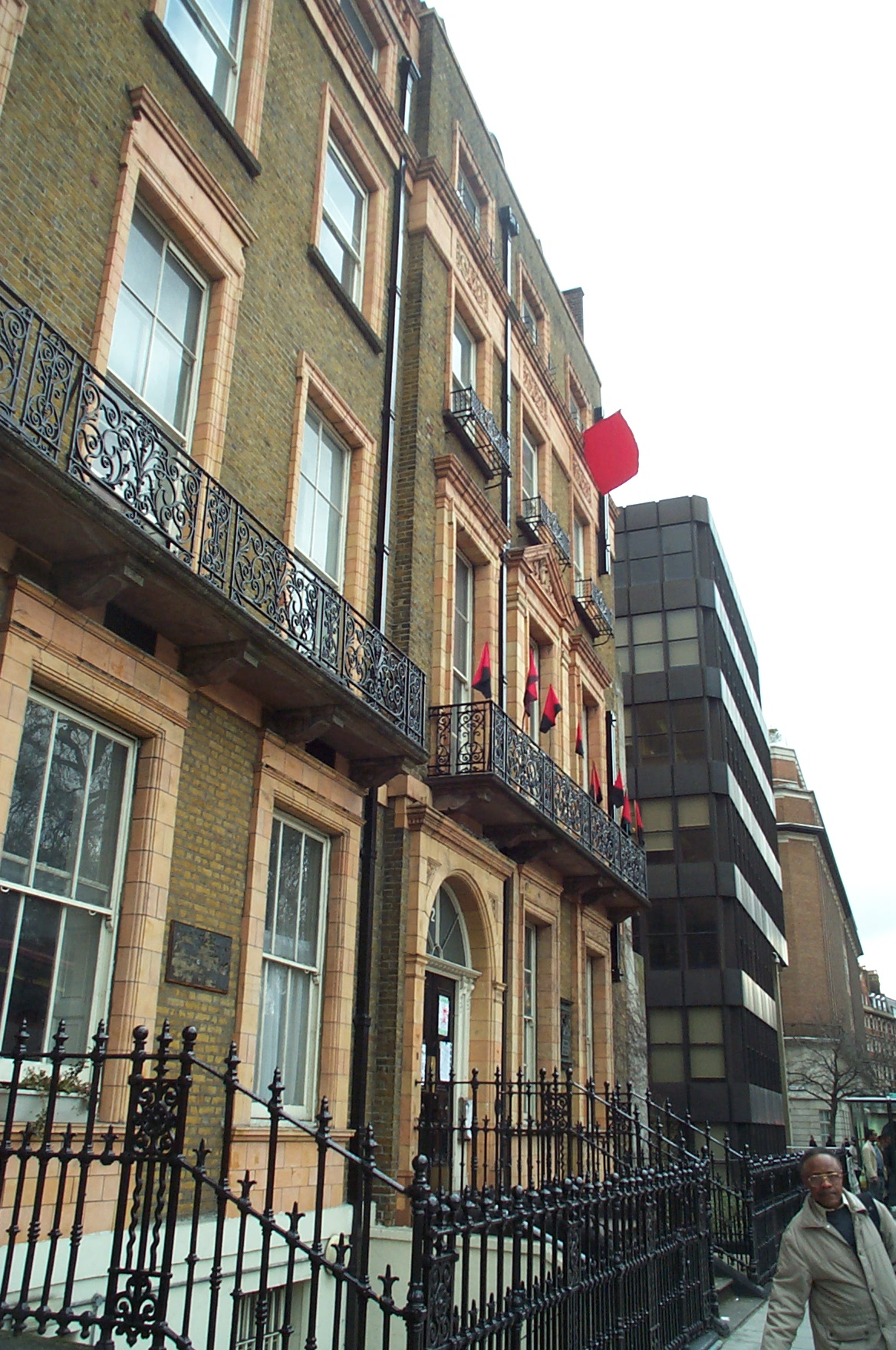
Le Square Occupied Social Centre, un squat maintenant expulsé de Russell Square.

Les squats en Angleterre-et-Galles sont des lieux occupés par une ou des personnes prenant possession d'un terrain ou d'une maison vide sans en être propriétaires. Les gens squattent pour diverses raisons, notamment le besoin d'un logement, la protestation, la pauvreté ou par loisir. De nombreux squats sont résidentiels, certains sont également ouverts en tant que centres sociaux. Les terres peuvent être occupées par des nomades du mouvement New-Age ou des adeptes de Tree sitting.
Plusieurs vagues d'occupation prennent place à travers l'histoire britannique. La BBC a déclaré que le squat était « un gros problème dans la révolte des paysans de 1381 et pour les Diggers au XVIIe siècle qui étaient des paysans qui cultivaient des déchets et des terres communes, les revendiquant comme leur dû légitime ». L'occupation était devenue aussi une nécessité après la Seconde Guerre mondiale car une grande partie de la population était sans abri. Une autre vague d'occupation a commencé à la fin des années 1960 en pleine crise du logement.
De nombreux squatters ont légalisé les lieux qu'ils avaient occupés dans les années 1980, par exemple Bonnington Square (en) et Frestonia à Londres ou Invisible Circus (en) à Bristol.
L'article 144 de la Legal Aid, Sentencing and Punishment of Offenders Act 2012 (en) (en français : loi de 2012 sur l'aide juridique, la détermination de la peine et la répression des délinquants), stipule que le fait de squatter une propriété résidentielle est devenu une infraction pénale le 1ᵉʳ septembre 2012,. Squatter une propriété non résidentielle peut être une affaire civile ou pénale, selon les circonstances, et la reprise de possession par les propriétaires, occupants ou futurs occupants peut nécessiter une procédure judiciaire ou une action policière.

## Histoire
Les roturiers pouvaient cultiver et faire paître leurs animaux, par un système de droits coutumiers, sur des terres communes avant la conquête normande de 1066. Pendant la période anglo-saxonne plusieurs catégories d'habitants cohabitaient dans un village anglais. Au bas de l'échelle sociale, se trouvaient les arrivants appelés « boreders » (en français : frontaliers) ou squatters, qui construisaient une chaumière ou un taudis sur un terrain commun ou en friche pour se loger et payaient un loyer au seigneur du manoir ou travaillaient sur son Demesne (en) plusieurs jours par semaine. La construction de la chaumière était généralement tolérée et parfois sanctionnée par le droit coutumier,. Au début, ces droits ont été respectés par les conquérants normands, mais au fur et à mesure, les propriétaires fonciers ont commencé à clôturer les terres et à priver les roturiers de leurs anciens droits. Les ouvriers agricoles perdaient la capacité de se nourrir et dépendaient de leur seigneur pour un revenu. Les squatters se sont retrouvés sans abri,.

### XVIeetXVIIesiècles
Au Pays de Galles des XVIe et XVIIe siècles, un accroissement de la population ainsi qu'une politique fiscale ont conduit à une migration vers la campagne galloise, où les populations occupaient des terres communes. Ces squatters ont construit leur propre propriété sur la base d'une croyance fictive qui accordait supposément le droit d'occupation, conduisant au développement de petites exploitations autour d'un Tŷ unnos (en), ou « maison pour une nuit ».
À l'époque élisabéthaine, il y avait une croyance commune selon laquelle si une maison était érigée par un squatter sur un terrain vague pendant la nuit, alors il avait le droit de la posséder. Pour compliquer la construction des squats, une loi a été adoptée, connue sous le nom de Erection of Cottages Act 1588 (en) en vertu de laquelle un « cottage » ne pouvait être construit que tant qu'il avait un minimum de 4 acres de terres qui lui étaient associées,. La loi a été abrogée par l'Erection of Cottages Act 1775 (15 Geo. IIIe s. 32).
En 1649, à St George's Hill, Weybridge dans le Surrey, Gerrard Winstanley et un groupe appelé les True Levellers occupèrent des terres communes désaffectées et les cultivèrent collectivement afin que cela inspirerait d'autres pauvres à suivre leur exemple. Gerrard Winstanley déclara « l'homme le plus pauvre a un titre et un droit à la terre aussi vrais que l'homme le plus riche ».

### Après la Seconde Guerre mondiale
Un mouvement massif de squats impliquant d'anciens militaires et leurs familles eu lieu après la Seconde Guerre mondiale. À Brighton, Harry Cowley (en) et les Vigilantes installèrent des familles dans des propriétés vides. Dans les banlieues et les villages de Londres comme Chalfont St Giles, des familles ont occupé des camps abandonnés et, dans certains cas, y sont restées jusqu'au milieu des années 1950. Au fur et à mesure que la nouvelle se répandait, de plus en plus de personnes squattaient jusqu'à ce qu'il y ait environ 45 000 personnes au total. Le 10 octobre, Aneurin Bevan rapporta à la Chambre des communes que 1 038 camps en Angleterre-et-Galles étaient occupés par 39 535 personnes.
Alors que le gouvernement hésitait à propos des mesures à prendre concernant les occupations, les squatters ont bénéficié d'un soutien public considérable, car ils étaient perçus comme des personnes honnêtes prenant simplement des mesures pour se loger. Clémentine Churchill, épouse de l'ex-Premier ministre, déclara en août 1946 : « Ces gens sont désignés par le terme disgracieux de « squatters », et je souhaite que la presse n'utilise pas ce mot à propos de citoyens respectables dont le seul désir est d'avoir un domicile. ».
Le 8 septembre 1946, 1 500 personnes ont occupé des appartements à Kensington, Pimlico et St. Johns Wood. Cette action est appelée « Grand squat du dimanche », et attira l'attention de la presse, aboutissant à l'arrestation de cinq dirigeants pour « complot en vue d'inciter et de diriger l'intrusion ». Les occupants quittèrent les appartements et obtinrent un logement temporaire. Un juge compatissant s'est contenté d'exiger des squatters une bonne conduite.

### Années 1960

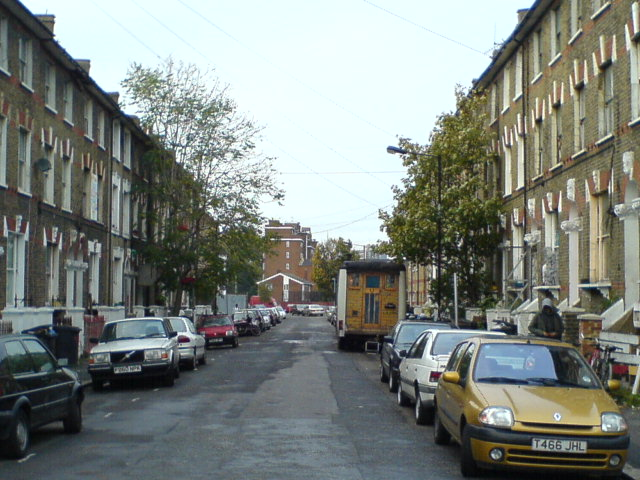
Pré-démolition de en 2005, Londres.

Vers la fin des années 1960, une crise du logement conduit le Family Squatting Movement à tenter de mobiliser les habitants afin de prendre possession de propriétés vides pour les utiliser dans le but de loger des familles sans abri inscrites sur la liste d'attente des Council house (en) (logements sociaux). Ce mouvement débuta à Londres, où Ron Bailey et Jim Radford (en) jouèrent un rôle déterminant en organisant des campagnes d'occupation familiale dans plusieurs arrondissements de Londres et plus tard le Family Squatting Advisory Service. Plusieurs associations locales de squats familiaux signèrent des accords avec les conseils d'arrondissement afin d'utiliser les propriétés vides, mais seulement après de longues et amères campagnes, plus particulièrement dans l'arrondissement de Redbridge. Bailey a commenté en 2005 que « tout le concept des associations de logement communautaires - c'est là que tout a commencé, avec des groupes de squatteurs. Il montre que la solution aux problèmes de logement ne passe pas par l'immobilier, mais plutôt par l'entraide . Le gouvernement devrait faire tout ce qui est en son pouvoir pour permettre aux groupes d'entraide de prospérer. ».
La Principauté de Sealand existe depuis 1967 en tant que micronation non reconnue à HM Fort Roughs (en), un fort maritime au large des côtes du Suffolk. Il était occupé par Paddy Roy Bates, qui se faisait appeler Son Altesse Royale le Prince Roy.
En 1969, des membres de la London Street Commune (en) ont occupé un manoir au 144 Piccadilly dans le centre de Londres pour alerter à propos du problème des sans-abri, mais ont été rapidement expulsés. La vaste couverture médiatique a créé ce qu'un chef de commune, le Phil Cohen (théoricien) (en), a décrit comme une peur hystérique des squatters, créant une panique morale. L'hôtel Eel Pie Island était occupé par un petit groupe d'anarchistes locaux dont l'illustrateur Clifford Harper (en). En 1970, elle était devenue la plus grande commune hippie du Royaume-Uni.
St Agnes Place est une rue squattée de Kennington, au sud de Londres, qui a été squattée de 1969 à 2005.

### Années 1970
Au début des années 1970, il y eut un conflit croissant entre les premiers militants du Family Squatting Movement et une nouvelle vague de squatters qui rejetaient simplement le droit des propriétaires de facturer un loyer et qui croyaient (ou prétendaient) que la saisie de biens et le loyer de subsistance libre était un acte politique révolutionnaire, ainsi qu'un bon moyen d'économiser. Ces squatters de la nouvelle vague (souvent jeunes et célibataires) étaient constitués d'anarchistes, de trotskystes - l'International Marxist Group (en) (IMG) étant particulièrement important - et de personnes en décrochage scolaire hippies autoproclamées, et elles ont critiqué l'idée que les squatters devraient rechercher la conclusion d'accords avec les conseils locaux pour utiliser les propriétés vides et que les associations de squat devraient alors devenir propriétaires (ou associations de logement d'auto-assistance comme elles étaient parfois appelées) à part entière et facturer un loyer.
Le Advisory Service for Squatters (en) (ASS) a poursuivi le travail du Service de conseil sur les squats familiaux, en gérant un service bénévole d'aide aux squatteurs. L'ASS existe depuis près de quarante ans. Il publie le Squatters' Handbook et rédigeait un texte d'avertissement légal à l'usage des squatters.
Les services du logement des autorités locales, confrontés à l'augmentation des frais de justice lors des expulsions, ont eu recours au retrait de la plomberie et des sanitaires dans les bâtiments vides pour en dissuader l'occupation. Dans les années 1970, certains conseils du logement tentaient de dissuader les squatteurs d'entrer dans leurs propriétés en rendant les maisons inhabitables, versant du béton dans les sanitaires et les éviers ou brisant les plafonds et les escaliers.
Des militants tels que Terry Fitzpatrick se sont associés à la communauté locale de Whitechapel pour former le Bengali Housing Action Group (BHAG) en 1976. À une époque où le National Front était une menace dans la région, les familles bengalis occupaient massivement certains lieux. Les membres de Race Today participèrent à BHAG. Lorsque le Greater London Council déclara une amnistie pour les squatters en 1977, ils offrirent aux familles bengalis des propriétés dans la région.
En 1979, les estimations établissaient l'existence de 50 000 squatters en Grande-Bretagne, la majorité (30 000) vivant à Londres. Il y avait une London's Squatters' Union dans laquelle Piers Corbyn (en) était impliqué. Pendant dix-huit mois, il a été hébergé à Huntley Street, où plus de 150 personnes vivaient dans 52 appartements. Le syndicat organisait des festivals et fournissait des logements aux sans-abri.
Des militants du logement, dont Jim Radford (en) et Jack Dromey, occupèrent le bâtiment Centre Point dans le centre de Londres pour protester contre le mal logement et le sans-abrisme. Dans l'ouest de Londres, un triangle de terre appelé Frestonia était occupé. Menacés d'expulsion, les occupants créèrent un État libre et tentèrent de se séparer de l'Angleterre. L'acteur David Rappaport en devint le ministre des Affaires étrangères, tandis que le dramaturge Heathcote Williams était ambassadeur en Grande-Bretagne. Les occupants se sont ensuite constitués en une coopérative d'habitation qui est devenue propriétaire des bâtiments.
La série documentaire de la BBC Lefties (en) décrit la rue squattée appelée Villa Road à Brixton.

#### Place Tolmers

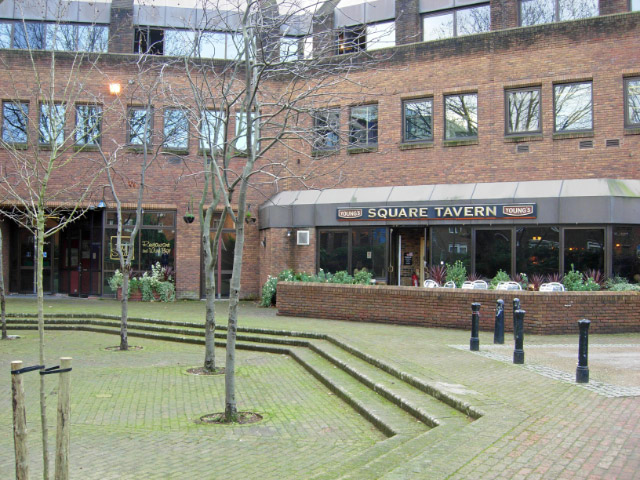
Tolmers Square en 2008, Londres.

Tolmers Square, situé à Somers Town (en), entre Tottenham Court Road et la gare d'Euston dans le centre de Londres, était occupé par plus d'une centaine de squatters, qui s'engagèrent avec des groupes locaux pour obtenir un plan de réaménagement adapté à la communauté. Après une longue lutte, ils ont réussi.
Les démolitions et les menaces contre Georgian Bloomsbury et Tolmers Square à Euston (le «locus classicus du mouvement de squattage intellectuel de Londres»') ont de nouveau réussi à attirer l'attention du public sur le sort des places et ont précipité les premières agitations du mouvement pour leur préservation.
Des étudiants de la Bartlett Faculty of the Built Environment (à l'époque appelée School of Environmental Studies) ont remarqué en 1973 que les maisons mitoyennes géorgiennes composant la place Tolmers voisine étaient menacées de démolition. Les étudiants, Jill Baldry, Elizabeth Britton, Pedro George, Pete Henshaw et Nick Wates, ont décidé de réaliser leur projet de fin d'études sur la place. Ils ont parlé aux riverains et ont fini par rejoindre la lutte contre le réaménagement.
La Tolmers Village Association a été fondée pour représenter les intérêts des propriétaires de petites entreprises, des locataires, des propriétaires et des squatters, alliés contre le conseil et les promoteurs. L'asociation a publié une fiche d'information intitulée Tolmers News et produit un rapport, Tolmers Destroyed, pour faire connaître la lutte. En 1975, le « Tolmers Village » comptait 49 squats abritant plus de 180 personnes. Philip Thompson a réalisé un film documentaire intitulé Tolmers : Beginning or End ?, qui a été projeté deux fois sur la BBC2.
Les squatters ont vécu pendant six ans dans le Tolmers Village, période pendant laquelle Alara Wholefoods & Community Foods a démarré. Alara est devenue la plus grande entreprise d'aliments complets de Grande-Bretagne dans les années 1980 et 1990. Les squatters ont finalement été expulsés, mais bon nombre des propositions faites par leur plan de 1978 pour les peuples de Tolmer ont été incluses dans les plans de développement remaniés, ce qui a conduit le conseil à acquérir obligatoirement le terrain auprès du promoteur et à construire des logements au lieu de bureaux. Nick Wates écrit que « Ce n'est qu'en agissant directement 
directement que n'importe qui pouvait intervenir. En occupant des bâtiments vides, les squatters ont pu enrayer le déclin, raviver la communauté et relancer le leadership dans la lutte contre les promoteurs ».

### Années 1980
Le 121 Centre a été installé sur Railton Road à Brixton, Londres, après avoir été squatté par la féministe noire Olive Morris. Jusqu'à son expulsion en 1999, le 121 a organisé des événements et, dans les années 1980, a imprimé un journal de squatters appelé Crowbar et le magazine anarchiste Black Flag dans son sous-sol. Centro Iberico (en) était une ancienne école squattée en centre social dans les années 1980, faisant suite au Wapping Autonomy Centre (en). Les comédiens Harry Enfield, Charlie Higson et Paul Whitehouse ont tous squatté à Hackney dans l'est de Londres.
Ailleurs en Angleterre, il y avait d'importantes communautés de squats à Brighton, Bristol, Cambridge, Leicester et Portsmouth. À Bristol, au milieu des années 1980, les squatters possédaient la librairie Full Marx, la Demolition Ballroom et le Demolition Diner, le tout sur Cheltenham Road.

### Années 1990
Les manifestations routières telles que celles contre la M3 (en) à Twyford Down, le péripérique M11 (en) à Londres et le contournement de Newbury (en) dans le Berkshire ont utilisé le squat comme tactique pour ralentir le développement.
Des squatters de Brighton ont formé un groupe appelé Justice? (en) pour résister au projet de loi sur la justice pénale et a squatté un ancien palais de justice. Ils ont ensuite créé une agence immobilière de squatters qui a reçu une couverture médiatique nationale. La Brighton Photo Biennial (en) 2012 s'est concentrée sur les « agents du changement » et a publié une brochure en couleur intitulée « Another Space : Political Squatting in Brighton 1994 - present ». Des projets tels que l'agence immobilière susmentionnée, un jardin communautaire, des expositions et un projet anti-supermarché ont tous été présentés. Le conservateur a commenté que « Alors que les millionnaires laissent des maisons « de rechange » vides pendant des mois et que Tesco achète des terrains pour les laisser vacants indéfiniment, le soi-disant espace public continue de diminuer. En ouvrant des bâtiments au public pour faire et partager de l'art, les squatters créent des espaces autonomes temporaires qui réfutent radicalement cette logique ».

### Années 2000
En 2003, on estimait qu'il y avait 15 000 squatters en Angleterre-et-Galles. En 2012, le ministère de la Justice estimait le chiffre à 20 000.
Selon les statistiques compilées par la Empty Homes Agency (en) en 2009, les maisons les plus vides au Royaume-Uni se trouvaient à Birmingham (21 532), Leeds (24 796), Liverpool (20 860) et Manchester (24 955). Le moins de maisons vides se trouvaient dans le sud-est de l'Angleterre et l'East Anglia. Des groupes tels que Justice Not Crisis (en) ont fait campagne pour plus de logements sociaux.
Il y a eu des centres sociaux squattés dans de nombreuses villes du Royaume-Uni, reliés par le UK Social Centre Network (en). Le café OKasional à Manchester a débuté en 1998 et a périodiquement créé des espaces autonomes à court terme, y compris des cafés. Le RampART Social Centre (en) à Whitechapel, Londres, a existé de mai 2004 à octobre 2009, accueillant des réunions, des projections, des performances, des expositions et des concerts. Dans le cadre d'Occupy London (en), la Bank of Ideas (en) a été occupée à Hackney. Le Spike Surplus Scheme (en) était un lieu et un jardin basés dans une ancienne maison de dos à Peckham, squattée de 1999 à 2009.
La 491 Gallery à Leytonstone, East London était une galerie d'art multidisciplinaire. De jeunes artistes qui n'avaient pas les moyens de louer un studio ou un espace de galerie occupaient des bâtiments abandonnés. L'artiste Matthew Stone (en) du ! WOWOW ! collectif du sud de Londres déclare « J'étais obsédé par l'idée, mais aussi par le fait d'arriver à Londres et de faire partie d'un groupe dynamique de jeunes qui font des choses ». Lyndhurst Way (en) a été squatté en tant que galerie de 2006 à 2007.
Temporary Autonomous Art, géré par un groupe appelé Random Artists, est une série d'expositions squattées qui ont débuté en 2001. Commençant à Londres, des événements ont également eu lieu à Brighton, Bristol, Liverpool, Manchester, Sheffield et Cardiff.
Des groupes ont également squatté des terres en tant que jardins communautaires. Deux de ces projets à Londres étaient le Kew Bridge Ecovillage (en) et le Hounslow Community Land Project (en). À Reading, un jardin appelé Common Ground a été ouvert en 2007. Il a ensuite été resquatté l'année suivante dans le cadre des journées d'action d'avril 2008 en faveur des espaces autonomes.
Da! collective (en) est un collectif d'art qui a attiré l'attention nationale lorsqu'il a squatté un manoir des années 1730 de 6,25 millions de livres sterling, 30 pièces, classé grade II, propriété du duc de Westminster en 2008. Après avoir été expulsés, les squatters ont déménagé dans une propriété de 22,5 millions de livres sterling à proximité de Clarges Mews.
Raven's Ait (en) une île de la Tamise, a été occupée en 2009. Les squatters ont déclaré leur intention de créer un centre de conférence écologique. L'expulsion de ces squatters a eu lieu le 1ᵉʳ mai 2009 par la police à l'aide de bateaux et d'équipes d'escalade spécialisées.

## Légalité

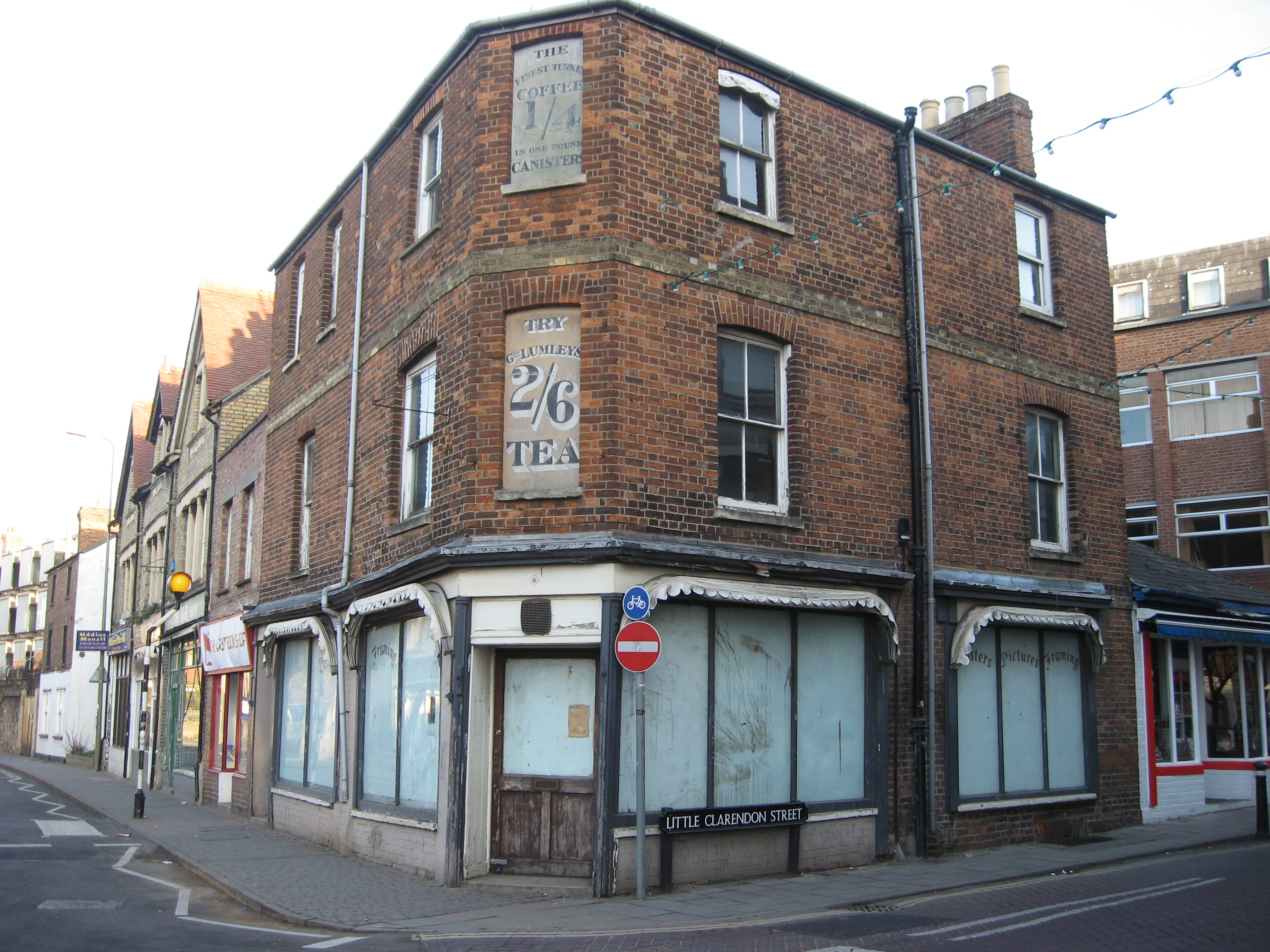
Une propriété à Oxford appartenant à l'University College qui a été occupée par des squatters (années 2000).

### Common law
Historiquement, il existe un droit de common law (connu sous le nom de « possession adverse ») de revendiquer la propriété d'un logement après une occupation continue et sans opposition d'un terrain ou d'une propriété pendant une période donnée de plusieurs années ou plus, selon les lois d'une juridiction particulière.
Les lois britanniques autorisent les réclamations pour possession adverses après 10 à 12 ans, si le terrain n'est pas enregistré. En pratique, la loi sur la possession adverse peut être difficile à appliquer. Par exemple, St Agnes Place à Londres a été occupée pendant 30 ans jusqu'au 29 novembre 2005, lorsque le Conseil d'arrondissement de Lambeth à Londres a expulsé toute la rue L'ermite Harry Hallowes (en) a pris possession d'un terrain d'un demi-acre sur Hampstead Heath à Londres en 2007.

### Loi de 1977 sur le droit pénal
L'article 6 de la Criminal Law Act 1977 (en) couvre l'occupation de biens. La loi a été mise en œuvre pour empêcher les propriétaires de taudis d'expulser de force des locataires (comme ce fut le cas du célèbre propriétaire londonien Peter Rachman (en) dans les années 1950-1960). La loi a fait de la «violence pour s'assurer l'entrée» une infraction. La loi stipule :
si « (a) il y a quelqu'un présent dans ces locaux sur le moment qui s'oppose à l'entrée que la violence est destinée à sécuriser ; et (b) la personne qui utilise ou menace la violence sait que c'est le cas. ». La loi ne fait pas de distinction entre les violences aux personnes ou aux biens (par exemple enfoncer une porte).
Les personnes qui squattaient dans les immeubles affichaient souvent une mention légale « Section 6 » sur la porte d'entrée. L'avis indiquait qu'il y avait des personnes vivant dans la propriété qui affirmaient qu'elles avaient le droit légal d'être là. Il avertissait quiconque - même le véritable propriétaire de la propriété - qui tentait d'entrer dans le bâtiment sans autorisation légale qu'il commettrait une infraction.
En septembre 2012, la loi a été modifiée, faisant de l'intrusion dans un immeuble résidentiel avec l'intention d'y résider en permanence une infraction pénale. Bien qu'un avertissement de la section 6 s'applique toujours aux bâtiments non résidentiels.

### Loi de 1994 sur la justice pénale et l'ordre public
La loi du Criminal Justice and Public Order Act 1994 (en) a introduit l'article 6.1(A) ainsi que d'autres dispositions légales, qui annulent et accordent le droit d'entrée aux « occupants résidentiels déplacés », aux « occupants potentiels protégés » (quelqu'un qui a l'intention d'occuper la propriété, y compris certains locataires, titulaires de permis d'occupation et propriétaires qui ont besoin de la propriété pour l'utiliser), ou quelqu'un agissant en leur nom. Ces termes sont définis dans les articles 12 et 12A. Ces personnes peuvent entrer légalement dans une propriété occupée en utilisant la force, car les dispositions de l'article 6 ne s'applique pas à elles, et peuvent obliger « toute personne qui se trouve dans [leurs] locaux en tant qu'intrus » à partir. Le refus de quitter les lieux est une infraction pénale selon l'article 7 et l'expulsion peut être exécutée par la police.

### Règles de procédure civile
De nouvelles procédues sont introduites en 2001 via les Civil Procedure Rules (en) pour la reprise civile de biens et les procédures connexes, en vertu de l'article 55. Un processus accéléréest mis en place par lequel l'occupant légitime selon la loi peut obtenir une ordonnance de possession provisoire (IPO) devant un tribunal civil qui lui permet d'entrer dans les locaux à volonté. Tout occupant illégal qui refuse de quitter les lieux après l'octroi d'une IPO commet une infraction pénale et peut alors être expulsé par la police. Cependant, certains de ces processus peuvent ne pas être disponibles à moins d'être utilisés dans les 28 jours suivant le moment où le demandeur a eu connaissance de l'occupation non autorisée.
Le droit pénal fait référence à un « occupant » ou à un « intru » et la partie 55 des Règles de procédure civile fait référence aux réclamations pour possession contre des « intrus ».

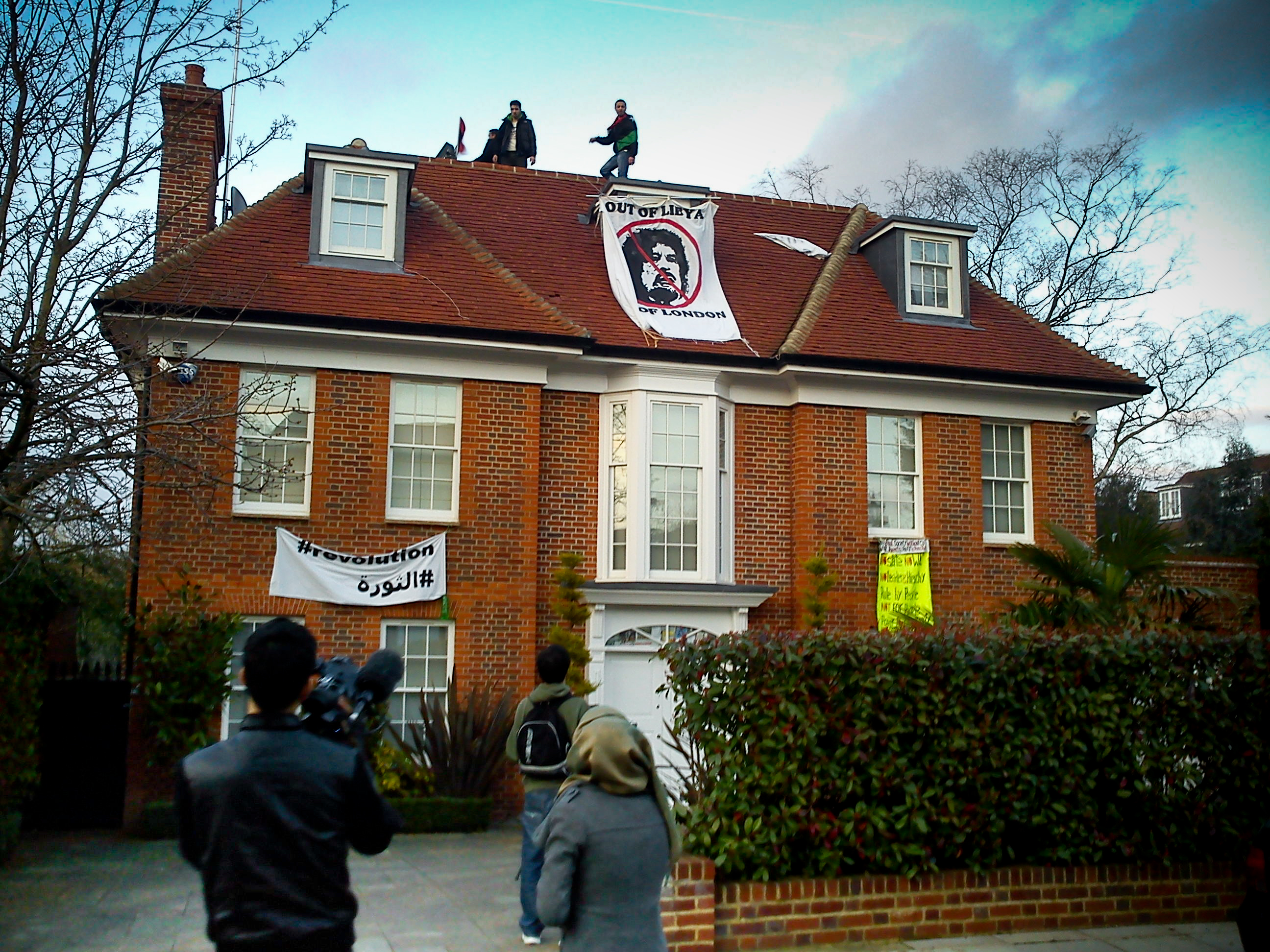
Topple the Tyrants occupe une résidence londonienne de Saif al-Islam Kadhafi en 2011.

En mars 2011, Mike Weatherley (en), député conservateur de Hove, a proposé une Early Day Motion (en) appelant à la criminalisation du squat. Sa campagne a été soutenue par une série d'articles dans le Daily Telegraph dans lesquels Kenneth Clarke (le secrétaire à la Justice) et Grant Shapps (le ministre du Logement) auraient soutenu l'initiative.
En réponse, Jenny Jones, candidate verte à la mairie de Londres, a déclaré que le squatter était une « excellente chose à faire ». Les militants ont relancé Squatters' Action for Secure Homes (en)(SQUASH) avec un briefing parlementaire présidé par le député John McDonnell. Une coalition s'est formée entre des associations caritatives pour le logement telles que Shelter (en) and Crisis (en) des militants, des avocats et des squatters.
Au total, 158 universitaires, avocats et avocats spécialisés dans le droit de la propriété concernés ont publié une lettre dans The Guardian exprimant leurs inquiétudes quant aux commentaires « trompeurs » sur les occupations de squats dans les médias grand public. Mike Weatherley a répondu que « les experts autoproclamés qui ont signé la lettre, comme des moutons, ont un énorme intérêt direct en ce qui concerne les honoraires après tout » et Grant Shapps a tweeté que « ces avocats sont malheureusement déconnectés ».
Le gouvernement a ouvert une consultation intitulée « Options pour traiter les squatters » le 13 juillet 2011, qui s'est poursuivie jusqu'au 5 octobre. Il était « destiné à toute personne affectée par des squatters ou ayant une expérience de l'utilisation de la loi ou des procédures en vigueur pour les faire expulser ». Le groupe de campagne pro-squattage SQUASH a déclaré qu'il y avait « 2 217 réponses et plus de 90 % des réponses se sont opposées à toute action contre le squatting. ». Les groupes soutenant une modification de la loi comprenaient le Crown Prosecution Service, Transport for London et la Property Litigation Association. Les groupes opposés à un changement comprenaient la police métropolitaine, les réseaux de squatters, Law Society (en), les organisations caritatives pour les sans-abri et la National Union of Students (en).
Kenneth Clarke a ensuite annoncé un amendement au projet de loi sur l'aide juridique, la détermination de la peine et la punition des délinquants qui criminaliserait l'occupation de squats dans les immeubles résidentiels. En 1991, Clarke a déclaré : « Il n'y a pas d'arguments valables pour défendre le squat. Il représente la saisie de la propriété d'autrui sans consentement ». John McDonnell a fait remarquer qu'« en essayant de faire passer cet amendement par la petite porte, le gouvernement tente de contourner la démocratie ».
L'amendement stipule que « la nouvelle infraction sera commise lorsqu'une personne se trouve dans un immeuble résidentiel en tant qu'intrus après y être entrée en tant qu'intrus, sait ou devrait savoir qu'elle est un intrus et vit dans l'immeuble ou a l'intention de y vivre pendant une période quelconque ».
Le changement de législation a été qualifié par Mike Weatherley de « loi de Weatherley » et est entré en vigueur le 1ᵉʳ septembre 2012, faisant du squat dans un immeuble résidentiel une infraction pénale passible d'arrestation, d'amende et d'emprisonnement.
Lorsque le gouvernement a annoncé son intention de criminaliser les occupations de squats, des manifestations ont été lancées à travers le Royaume-Uni et SQUASH (Squatters Action for Secure Homes) a été réformé (il a d'abord été créé pour lutter contre les plans précédents concernant la criminalisation au milieu des années 1990) avec une présentation à la Chambre des communes. Des squatters ont tenté d'occuper la maison du secrétaire à la Justice Ken Clarke en septembre 2011. Le mois suivant, douze personnes sont arrêtées devant la Chambre des Communes alors que la criminalisation du squatting est en débat.

### Pandémie de coronavirus
Les Règles de procédure civile (RPC) ont été mises à jour en raison de la pandémie de COVID-19. Dans la mise à jour de la 117e instruction de pratique, 51Z a déclaré que « toutes les procédures de possession intentées en vertu de la partie 55 du CPR et toutes les procédures visant à faire exécuter une ordonnance de possession par un mandat ou un bref de mise en possession sont suspendues pendant une période de 90 jours à compter de la date à laquelle cette instruction entre en vigueur ». La mise à jour a été effectuée le 27 mars 2020. Une nouvelle mise à jour a ensuite été faite le 20 avril 2020, qui annonçait que les demandes d'intrusion et d'ordonnance de possession provisoire (IPO) ne seraient pas incluses dans la suspension.

## Après la criminalisation
En septembre 2012, Alex Haigh a été le premier squatter emprisonné en vertu de la nouvelle loi, recevant une peine de trois mois après avoir occupé une propriété d'une association de logement à Londres. Deux hommes ont ensuite été reconnus coupables d'avoir squatté au-dessus du Lamb Inn, à Romford.
En novembre 2012, les députés conservateurs ont également appelé à la criminalisation de l'occupation de squats dans les immeubles commerciaux, en raison de l'augmentation perçue d'occupation de propriétés commerciales. Celles-ci comprenaient les pubs suivants : les Cross Keys à Chelsea, le Tournament à Earls Court (tous deux à Londres) et l'Upper Bell Inn près de Chatham, Kent.
En février 2013, un sans-abri du nom de Daniel Gauntlett est mort de froid sur le pas de la porte d'un bungalow abandonné, dans une affaire liée à la nouvelle loi.
En novembre 2013, un squatter condamné en vertu de l'article 144 a vu son appel confirmé à Hove Crown Court. L'homme avait été arrêté le 3 septembre 2012, dans ce qui a été considéré par The Guardian comme le « premier test d'une nouvelle législation qui fait du squatting une infraction pénale ». Deux autres squatters ont également été arrêtés et avaient auparavant vu les charges retenues contre eux complètement abandonnées.
Une militante de « Focus E15 » a été arrêtée, soupçonnée de squatter en 2015, alors qu'elle occupait un appartement HLM à Stratford, à Londres, pour soutenir une mère qui avait été expulsée. Les accusations ont ensuite été abandonnées moins de 24 heures avant l'audience.
Une newsletter de SQUASH publiée en mai 2016 indique qu'il y a eu « au moins 738 arrestations, 326 poursuites, 260 condamnations et 11 personnes emprisonnées pour l'infraction, sur la base des informations disponibles depuis la criminalisation. ».

## Années 2010

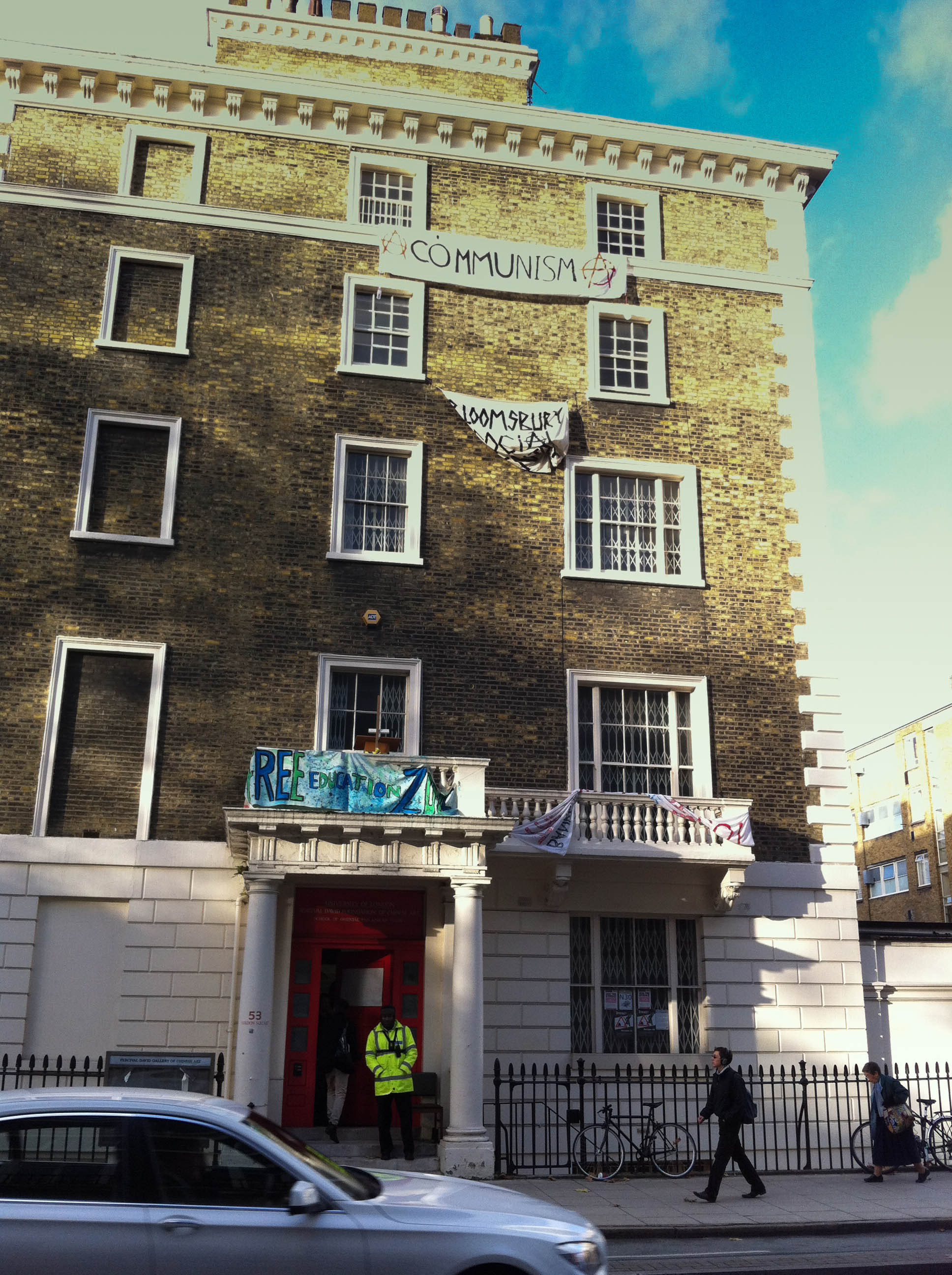
Centre social Bloomsbury à Londres, 2011.

Malgré la criminalisation du squatting en 2012, les gens ont continué pour différentes raisons, notamment (itinérance, activisme, fêtes). De nombreuses villes ont des centres sociaux, souvent issus du mouvement des squatters. Le Bloomsbury Social Centre (en) était un centre social de courte durée dans le centre de Londres. Le Advisory Service for Squatters (en) continue d'offrir des conseils pratiques et un soutien juridique.

### Bristol
L'expulsion perçue en 2011 du squat Telepathic Heights à Stokes Croft (en) à Bristol a conduit à des émeutes.
L'un des plus anciens squats de Bristol, le Magpie, a été expulsé en 2016. Le nouveau propriétaire prévoit d'ouvrir un marché alimentaire avec des restaurants éphémères dans l'espace.

### Cardiff

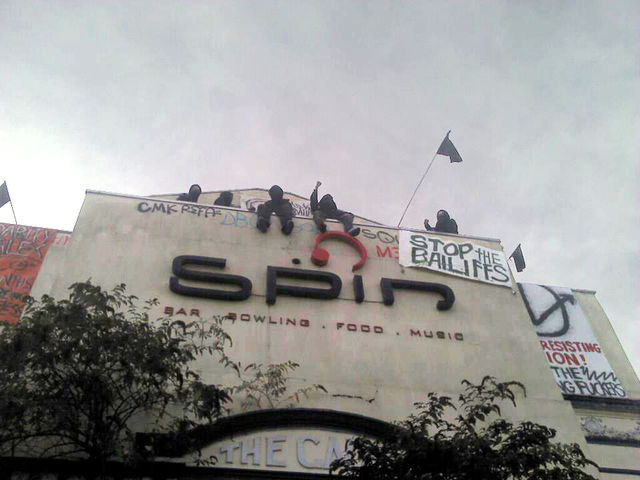
Gremlins manifestant sur le toit du bâtiment squatté du Spin Bowling à Cardiff, en 2012

À la suite de la criminalisation du squattage dans les immeubles résidentiels, un groupe se faisant appeler The Gremlins en octobre 2012 a résisté à l'expulsion de l'ancien immeuble Spin Bowling à Cardiff des huissiers et de la police. Le groupe s'est couvert le visage avec des foulards et des masques, publiant sur Bristol Indymedia affirmant ; « L'État essaie de rendre les gens sans abri, les anarchistes n'ont aucune sympathie pour l'État et ses laquais ». La manifestation était censée être une réponse à l'emprisonnement d'Alex Haigh, qui a été la première personne emprisonnée en vertu de la nouvelle loi de l'article 144 au Royaume-Uni. Les militants ont rebaptisé le bâtiment le Gremlin Alley Social Center et ont organisé des événements.
En novembre 2012, des squatters masqués ont emménagé dans l'hôtel Bute Dock à Cardiff Bay, qui appartenait aux agents de location Keylet ( Civil Procedure Rules (en)) , situés à proximité.
Les squatters ont été vus sur le toit et ont été considérés comme faisant partie du groupe, après un message sur le compte Twitter Gremlin Alley.
Le directeur général et président de l'Association des agents de location et de gestion, M. Vidler, a déclaré : « C'est pénible parce que j'ai des objets à l'intérieur qui font partie de notre activité », craignant que cela ne coûte beaucoup d'argent de les enlever.
En une semaine, les squatters sont partis, après que les propriétaires aient engagé une action en justice, car ils utilisaient l'endroit comme entrepôt. Depuis la bataille juridique, Keylet prévoit de soutenir activement la lutte contre le sans-abrisme. Dans une déclaration sur l'occupation, les squatteurs ont dit qu'ils avaient l'intention de « récupérer cet espace inoccupé pour le rouvrir à l'usage de la communauté ».
En 2013, les Gremlins ont squatté l'ancien bâtiment du pub Rumpoles en face de la prison de Cardiff et se sont préparés pour une autre bataille d'expulsion.

### Londres
Grow Heathrow est un jardin squatté et fait partie du mouvement Transition Towns. Il a été perquisitionné par la police métropolitaine avant le mariage du prince William et de Kate Middleton en avril 2011, bien que la police ait nié tout lien avec le mariage. Des centres sociaux à Camberwell et Hackney ont également été perquisitionnés. Alléguant que des mesures préventives inutiles et illégales ont été prises à leur encontre, les squatters ont demandé une révision judiciaire des tactiques policières. Grow Heathrow a mené une très longue bataille devant les tribunaux et a fait face à plusieurs tentatives d'expulsion, la plus récente en février 2019, la moitié du terrain a été expulsée.
Grow Heathrow (en) est un jardin squatté et fait partie du mouvement Transition Towns. Il a été perquisitionné par la police métropolitaine avant le mariage du prince William et de Kate Middleton en avril 2011, bien que la police ait nié tout lien avec le mariage. Des centres sociaux à Camberwell et Hackney ont également été perquisitionnés. Alléguant que des mesures préventives inutiles et illégales ont été prises à leur encontre, les squatters ont demandé un contrôle juridictionnel des tactiques policières. Grow Heathrow a mené une très longue bataille devant les tribunaux et a fait face à plusieurs tentatives d'expulsion, la plus récente en février 2019, où la moitié du terrain a été expulsée.
Un groupe d'activistes appelé Topple the Tyrants a squatté une maison appartenant à Saïf al-Islam Kadhafi, fils du dirigeant libyen Mouammar Kadhafi, en mars 2011. Il s'agissait d'un manoir de huit chambres à coucher dans la banlieue de Hampstead Garden, qui avait été mis en vente pour 12,75 millions d'euros lorsque la guerre civile libyenne de 2011 a commencé.
Un autre groupe appelé Autonomous Nation of Anarchist Libertarians (ANAL a squatté une série de demeures de luxe afin d'attirer l'attention sur la crise du logement et le scandale des immeubles vides. Lorsqu'ils ont occupé l'ancien Institute of Directors (en) sur sept étages à Pall Mall, en mars 2015, ils ont affirmé qu'il s'agissait du dix-septième bâtiment de la zone dans laquelle ils avaient séjourné. Ils ont occupé Admiralty Arch et ont été rapidement expulsés. En janvier 2017, le groupe a occupé un manoir de 15 millions de livres sterling au 102 Eaton Square (en) à Belgravia et a déclaré qu'il ouvrirait un refuge pour sans-abri et un centre communautaire. Après avoir été rapidement expulsés, ils ont déménagé dans un manoir de 14 millions de livres à proximité, en face du palais de Buckingham.
Le parti politique Left Unity a lancé son manifeste à Ingestre Court à Soho en 2015. La secrétaire nationale Kate Hudson (en) a déclaré que le choix d'un squat comme lieu était d'attirer l'attention sur la crise du logement au Royaume-Uni.
Les expulsions à grande échelle de logements sociaux ont conduit à de nombreuses campagnes locales à Londres, qui impliquaient souvent l'occupation comme tactique pour soutenir les locataires risquant d'être décantés. Ceux-ci incluraient Aylesbury Estate (en) à Elephant and Castle, Focus E15 (en) à Newham et Sweets Way à Barnet.
Focus E15 a été formé lorsque 29 jeunes mères vivant à Newham, dans l'est de Londres, ont reçu des avis d'expulsion de leur auberge. Les mères ont refusé de louer un logement dans d'autres villes telles que Birmingham ou Manchester et ont plutôt squatté des appartements sur le Carpenters Estate (en) pour la plupart vide en 2014.
La résistance à l'expulsion des locataires à Sweets Way a été renforcée par des militants du logement qui occupaient des appartements vides en mars 2015. Le propriétaire, Annington Property (contrôlé par un fonds de capital-investissement dirigé par Guy Hands (en)), prévoyait d'expulser et de démolir les 142 résidences et de construire 282 propriétés dont 80 % seraient destinées à la vente privée. En septembre, le dernier locataire municipal Mostafa Aliverdipour (un locataire un fauteuil roulant de 52 ans) a été expulsé de force, ainsi que plus de 100 squatters.
Camelot Property Management (en) est une société qui gère des biens vacants pour les propriétaires et met les utilisateurs sous contrat de bail (avec moins de droits qu'un contrat de location) afin d'éviter le squattage. Le siège social vide de Camelot à Shoreditch, dans l'est de Londres, a lui-même été squatté en septembre 2016. Le bâtiment a été rebaptisé Camesquat Après que Camelot ait obtenu un ordre d'expulsion, les squatters ont été expulsés deux mois plus tard.
Les soirées gratuites ontv souvent lieu dans des lieux squattés à Londres, par exemple à Croydon Deptford Holborn Lambeth et Walthamstow.

### Manchester
L'ancien cinéma Cornerhouse de Manchester a été squatté par le collectif Loose Space en mars 2018 et a été expulsé en octobre 2018. Il avait abrité une vingtaine de sans-abris, qui ont ensuite déménagé dans un autre squat. Les trois règles établies dans le Cornerhouse étaient pas de drogues dures, pas de consommation constante d'alcool et pas d'abus sous quelque forme que ce soit. Le collectif avait auparavant occupé l'Hulme Hippodrome (en).
Lorsqu'Andy Burnham a été élu maire en 2017, un de ses engagements clefs était de résoudre le problème des sans-abrisme à Manchester. Il a promis de mettre fin au phénomène des sans-abri dormant dans les rues 2020. Il y a eu 40 expulsions de squats entre 2015 et 2018 à Manchester et plusieurs camps de sans-abri.
En janvier 2018, il y avait un refuge pour sans-abri squatté à Manchester et le collectif Loose Space dirigeait un squat appelé le Wonder Inn.

### Ailleurs en Angleterre-et-Galles
Une exposition de 2018 intitulée « Squatlife » au St Albans Museum and Gallery a montré des photographies de squats et de squatters dans la ville dans les années 1980. Le photographe, Dave Kotula, avait squatté à St Albans entre 1986 et 1992. La St Albans & Hertfordshire Architectural & Archaeological Society a contribué à une autre partie de l'exposition qui dépeint le traitement des sans-abri dans la ville au cours des siècles.